# Kickxia spiniflora
Kickxia spiniflora är en grobladsväxtart som först beskrevs av Ernest Justus Schwartz, och fick sitt nu gällande namn av David A. Sutton. Kickxia spiniflora ingår i släktet spjutsporrar, och familjen grobladsväxter. Inga underarter finns listade i Catalogue of Life.